# Hasdaï Crescas
Hasdaï Crescas (hébreu : חסדאי בן אברהם קרשקש Hasdaï ben Abraham Crescas), abbr. Reha"q, est un éminent philosophe et légaliste juif séfarade du XIVe siècle (Barcelone, env. 1340 - 1410 ou 1411).

## Biographie
Hasdaï ben Abraham ben Hasdaï ben Juda ben Hasdaï Crescas nait à Barcelone au sein d'une lignée de savants. Il étudie sous la tutelle de Nissim Gerondi, dit le RaN, aux côtés d’Isaac ben Chechet (le Ribash), et formera de grands savants parmi lesquels Joseph Albo, le Rav Mattathias de Saragosse et le Rav Zerahia ha-Lévi Saladin. 
Il sera également avidement lu par Baruch Spinoza, qui s'en servira pour réfuter l'union de la philosophie et de la religion que propose Maïmonide.
Comme son maître, Hasdaï Crescas fut en effet un grand talmudiste et philosophe. Il eut également son mot à dire en matière de Loi juive, bien qu’il n’ait pas occupé un poste officiel de rabbin.
Il confia l’instruction de ses enfants au grammairien et philosophe catalan Profiat Duran.
Il jouissait aussi d’une certaine richesse matérielle et de l’estime des puissants : ainsi, en 1393, il est nommé exécuteur testamentaire exclusif de son oncle, Vitalis Azday, par le roi Jean Ier d’Aragon. Néanmoins, il avait aussi connu, comme tous les Juifs, son lot de souffrances et misères : en 1378, il fut emprisonné sur base d’une fausse accusation, et calomnié à de nombreuses reprises du simple fait d’être Juif. 
En 1391, son fils unique mourut en martyr pour sa foi, au cours des persécutions antisémites de son époque.

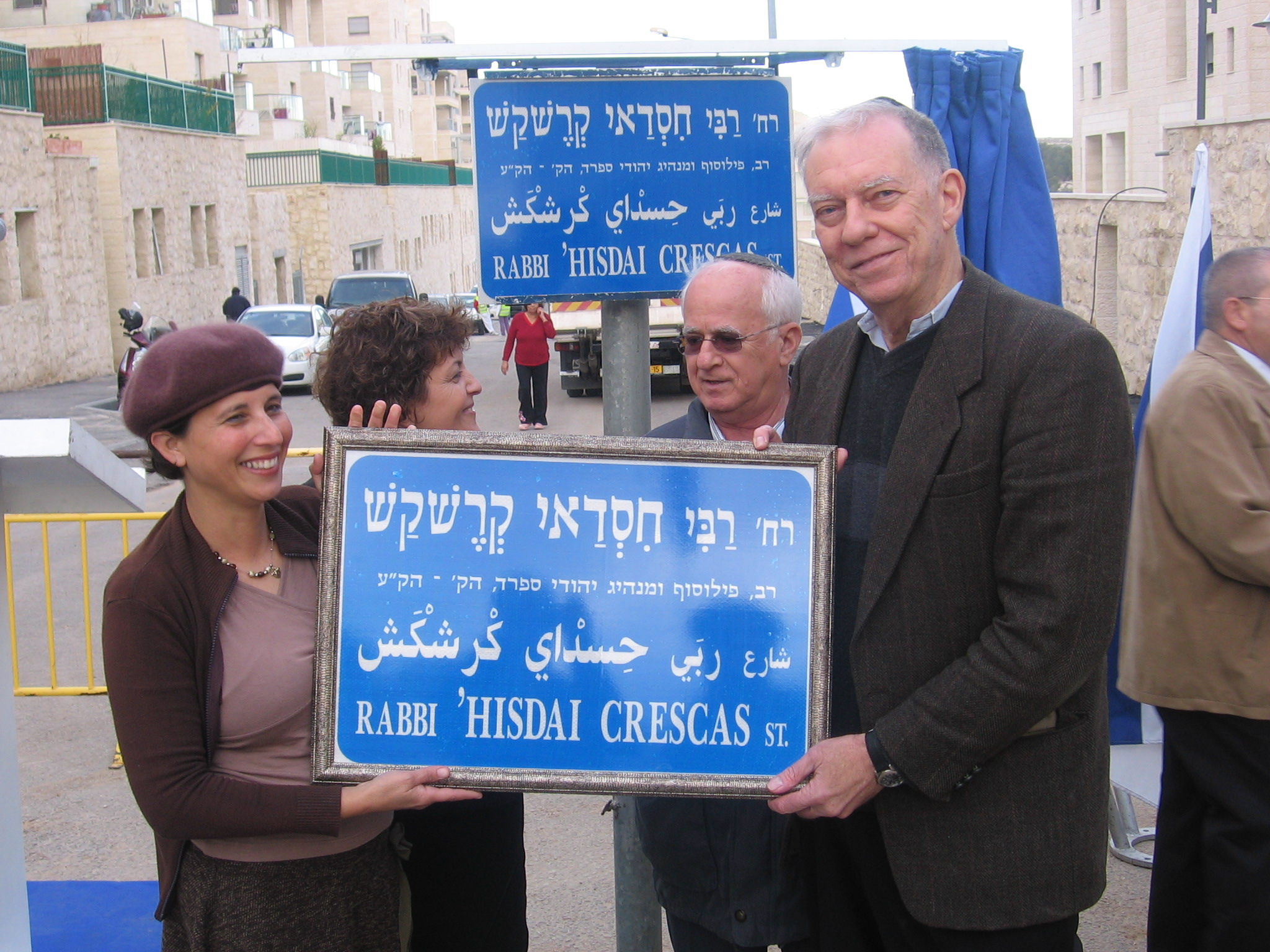
Inauguration d'une rue en l'honneur d'Hasdaï Crescas à Jérusalem en 2011.

Pourtant, ces épreuves n’entamèrent ni ses facultés, ni sa foi, puisqu’il ne rédigea ses plus grandes œuvres qu’après cette période. 
Un autre épisode marquant de sa vie fut sa rencontre avec le faux Messie de Cisneros, dont il fut brièvement partisan. 
Avant la fin du siècle, pour contrer la virulence des attaques contre le judaïsme par notamment Paul de Burgos (ex rabbin Salomon Ha-Levi), il rédigea un ouvrage  « à l’instigation de quelques amis chrétiens, et qui s’adressait bien plus aux chrétiens qu’aux Juifs, (où) il examine les dogmes du christianisme au point de vue philosophique et montre combien il est difficile de comprendre le péché originel, la Rédemption, la Trinité, l’Incarnation, etc. Il étudie aussi dans son livre les rapports de l’Ancien et du Nouveau Testament avec une calme sérénité, sans avoir l’air de se douter que c’étaient là des questions brûlantes dont l’examen pouvait lui coûter la vie ». 
Il conseilla à Profiat Duran, à qui il avait confié autrefois l’instruction de ses enfants et qui avait écrit une épître fameuse et sarcastique, Al Tehi KeAvotekha, pour contrer les accusations théologiques anti-juives, de composer encore un autre ouvrage contre le christianisme, « non plus sur le ton de l’ironie, mais avec le calme et la sérénité de l’historien » ; ce sera Kelimat HaGoyim (« La honte des Gentils »), un traité polémique de 1397 et dédié à Crescas, où Profiat Duran se livre à une critique systématique des Évangiles et d'autres anciennes sources chrétiennes, avec lesquelles il semble très familier. 
En 1401, Crescas partit visiter Joseph Orabuena, médecin à la cour du roi de Navarre Charles III et grand-rabbin des communautés de ce pays, à la demande du roi de Navarre, dont les annales nous apprennent qu’il paya les dépenses de celui qu’on appelait « le Rav de Saragosse » lors de ses voyages dans diverses villes de Navarre. 
« Il résolut d’étudier dans un vaste ouvrage (Or Hashem, « La Lumière de l'Eternel ») les différents côtés du judaïsme, ses pratiques comme ses doctrines, et de montrer que les divers éléments de cette religion, qui s’étaient peu à peu désagrégés, devaient rester réunis pour se compléter les uns les autres. Ce plan témoigne autant en faveur de sa remarquable érudition que de la netteté de son esprit. Il ne put... pas le réaliser, car la mort semble l’avoir surpris quand il eut achevé la partie philosophique ou l’introduction de cet immense travail ». Voir infra. 

## Œuvres

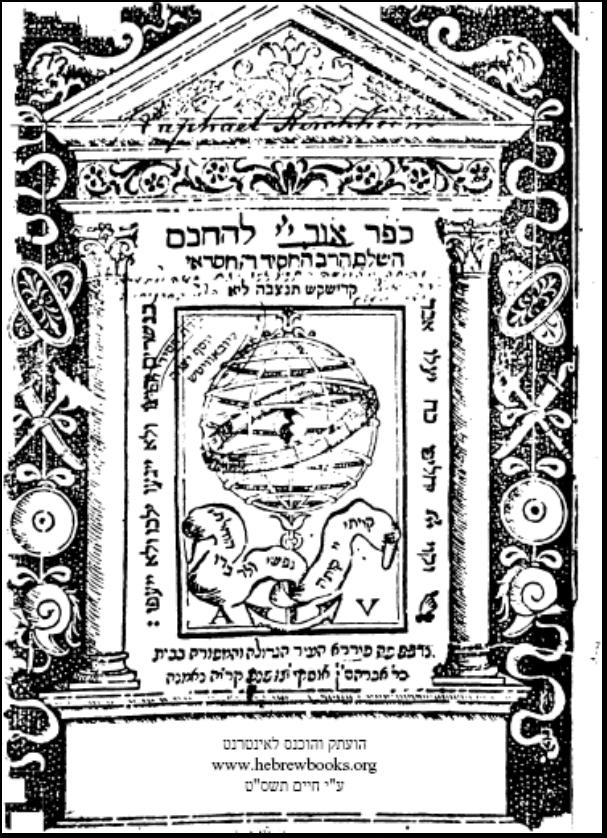
Page-titre de Or Hashem, édition 1555

Ses travaux halakhiques ne sont pas parvenus à nous, s’ils ont jamais existé sous forme organisée, nonobstant le commentaire sur le Mishné Torah.
En revanche, les travaux que nous connaissons ont autant marqué son époque qu’ils ont influencé la nôtre :
- Or Hashem, la Lumière de l’Éternel est l'une des tentatives les plus abouties pour questionner la dogmatique du judaïsme, à travers notamment des réflexions sur la nature de la foi et les croyances cardinales de la Bible et du Talmud. Décider des doctrines judaïques conduit Crescas à sillonner les mondes de l'aristotélisme médiéval, des commentateurs juifs et arabes, des décisionnaires rabbiniques, du Talmud et du Midrach, et enfin des hérétiques juifs. Initialement conçue pour critiquer Maïmonide (et ceux parmi les penseurs juifs qui acceptaient sa vision du monde tout en rejetant ceux de ses éléments estimés contraires à la tradition), cette œuvre devint précurseur de la révolution scientifique du XVIe siècle. Une importante étude de cette œuvre a été réalisée par Harry Austryn Wolfson[3]. De plus, est parue en 2010 la première traduction française (traduite, annotée et critiquée) par Eric Smilevitch[4].

- Réfutation des Principes Chrétiens, rédigée en espagnol en 1398 à la demande de grands d’Espagne, dont nous ne connaissons que la traduction de Joseph ibn Shem Tov. Bien que l’ouvrage ait été rédigé à des fins indéniablement polémiques, l’œuvre glisse rapidement vers l’apologétique, le but de Crescas étant en vérité d’exposer les raisons pour lesquelles les Juifs sont si fidèles à leur foi ancestrale[1].

- Le sermon pascal, où il parla de philosophie religieuse, mais aussi de Halakha.

- Lettre à la congrégation d’Avignon, publié en appendice de l’édition de Wiener de Shevet Yehuda, dans laquelle il relate les évènements survenus au cours des persécutions de 1391.